# Rolf Tasna
Rolf Tasna, pseudonimo di Rolf Hohenemser (Braunschweig, 11 dicembre 1920 – Bologna, 11 dicembre 1997), è stato un attore e doppiatore tedesco naturalizzato italiano.
Scelse il suo pseudonimo ispirandosi alla parola tasna che in lingua ladina significa "altura".

## Biografia
Nacque in Germania da genitori con ascendenti italiani. Arrivato in Italia all'età di tre anni, dopo la laurea in Filosofia lavorò come attore di prosa radiofonica, conduttore radiofonico, doppiatore, interpretando, tra il 1946 ed il 1975, 17 film di vario genere ed argomento, tra cui si ricordano Sigfrido di Giacomo Gentilomo (1957), I sequestrati di Altona di Vittorio De Sica (1962), Sorriso del grande tentatore di Damiano Damiani (1974) ed Attenti al buffone di Alberto Bevilacqua (1975). Data la sua perfetta conoscenza del tedesco doppiò molto spesso personaggi di ufficiali nazisti in film ambientati durante la guerra.
Debuttò in televisione alla fine degli anni '50 nel programma scientifico Quarta dimensione, in seguito fu nel cast di Telescuola. Molto presente nella prosa televisiva della RAI, sia nelle commedie sia negli sceneggiati, a tale proposito è da ricordare, alla fine degli anni sessanta, la sua partecipazione quale narratore nella serie Processi a porte aperte. Il suo volto divenne ancor più familiare al grande pubblico televisivo grazie anche all'interpretazione di uno spot pubblicitario per un noto digestivo durante il famoso Carosello serale.

## Prosa radiofonica RAI
- Il cantastorie dei mari del sud, di Robert Louis Stevenson, regia di Anton Giulio Majano, trasmessa il 19 gennaio 1951
- L'anno Santo di Roma, di Pedro Calderón de la Barca, regia di Alberto Casella, trasmessa il 24 maggio 1951
- Il cavaliere di Seingalt, da un'opera di Giacomo Casanova, regia di Guglielmo Morandi, trasmessa il 28 ottobre 1951.
- La scarpetta di raso, di Paul Claudel, regia di Guglielmo Morandi, trasmessa il 28 maggio 1952.
- L'Imperatore Jones, di Eugene O'Neill, regia di Alberto Casella, trasmessa il 29 ottobre 1952
- Trasmissione interrotta, commedia di Diego Fabbri, regia di Guglielmo Morandi, trasmessa il 7 marzo 1953

## Filmografia parziale
- La fiammata, regia di Alessandro Blasetti (1952)
- Due notti con Cleopatra, regia di Mario Mattoli (1953)
- Era lei che lo voleva, regia di Marino Girolami e Giorgio Simonelli (1953)
- Appassionatamente, regia di Giacomo Gentilomo (1954)
- Guai ai vinti, regia di Raffaello Matarazzo (1954)
- Bravissimo, regia di Luigi Filippo D'Amico (1955)
- Il suo più grande amore, regia di Antonio Leonviola (1956)
- Sigfrido, regia di Giacomo Gentilomo (1957)
- Pezzo, capopezzo e capitano, regia di Wolfgang Staudte (1958)
- Il pianeta degli uomini spenti, regia di Antonio Margheriti (1961)
- I sequestrati di Altona, regia di Vittorio De Sica (1962)
- Black Box Affair - Il mondo trema, regia di Marcello Ciorciolini (1966)
- Il complotto di luglio, regia di Vittorio Cottafavi (1967)
- Il sorriso del grande tentatore, regia di Damiano Damiani (1973)
- Attenti al buffone, regia di Alberto Bevilacqua (1974)

## Doppiaggio
- John Wayne in Il circo e la sua grande avventura
- Charlton Heston in 55 giorni a Pechino
- George Sanders in Dalla Terra alla Luna, Ti ho visto uccidere
- Dan Duryea in Frac e cravatta bianca
- Georges Marchal in Vacanze d'inverno
- Guy Doleman in Ipcress
- Harry Tenbrook in Cantando sotto la pioggia
- Kevin McCarthy in Intrighi al Grand Hotel
- Jerry Desmonde in Giungla di bellezze
- Jack Watson in L'occhio che uccide
- Howard Keel in L'invasione dei mostri verdi
- John Dall in Atlantide, il continente perduto
- Stefan Schnabel in I 27 giorni del pianeta Sigma
- Daniele Vargas in Caltiki, il mostro immortale
- Michael Gough in Konga
- Toshirō Mifune in La fortezza nascosta
- Harry Andrews in I due nemici
- John Karlsen in Totò e Peppino divisi a Berlino
- Henri Vidon in Siamo uomini o caporali
- Tom Felleghy in Il corazziere
- Ferdy Mayne in Il vichingo venuto dal sud
- Karl Schönböck in L'uomo, l'orgoglio, la vendetta
- Antonio Vezza in E la nave va
- Conrado San Martín in Il ponte dei sospiri

### Voce narrante
- Magia verde
- Eroi dell'Artide